# Simão de Vasconcelos (padre)
O Padre Simão de Vasconcelos foi um clérigo jesuíta do século XVII. Nasceu em Portugal em 1597, ainda criança veio para o Brasil com sua família. Foi aluno dos jesuítas no Colégio da Bahia, com a idade de dezenove anos, ingressou na Companhia de Jesus. Foi reitor dos colégios da Bahia e do Rio de Janeiro e um notável educador.
Escreveu importantes obras históricas sobre a América Portuguesa, como:
- Vida do P. Joam d'Almeida da Companhia de Iesu, na provincia do Brazil, (1658)[2];
- Chronica da Companhia de Jesus do Estado do Brazil e do que obraram seus filhos nesta parte do novo mundo, (1663)[3];
- Vida do Venerável Padre José de Anchieta (1672)[3];
- Notícias Necessárias e Curiosas da Cousas do Brasil (1668)[3];
- Sermão: qve prégov na Bahia em o primeiro de janeiro de 1659 (1663)[3];